# IC 1649
IC 1649 је спирална галаксија у сазвјежђу Феникс која се налази на листи објеката дубоког неба у Индекс каталогу.
Деклинација објекта је - 55° 51' 24" а ректасцензија 1h 11m 50,8s. Привидна величина (магнитуда) објекта IC 1649 износи 13,9 а фотографска магнитуда 14,7. Налази се на удаљености од 66,493 милиона парсека од Сунца. IC 1649 је још познат и под ознакама ESO 151-30, PGC 4298.